# Achi (Colômbia)

Localização do município de Achi no departamento de Bolívar

Achi é um município do departamento de Bolívar, na Colômbia.